# Fantoft
Fantoft és un dels cinc districtes del kommune de Bergen. Se situa fins a la vall de Bergen, a Noruega, entre la muntanya Løvstakken i el massís del Byfjellene, prop de 5 quilòmetres al sud del centre de Bergen.
Just a deu minuts a peu de Fantoft s'hi troba la residència d'estiu de la família reial noruega, anomenada Gamlehaugen (Jardí vell), envoltada per uns grans jardins oberts al públic, just a la vora del fiord de Nordås. A uns 15 quilòmetres de Fantoft hi ha l'aeroport de Flesland.
Fantoft és conegut sobretot per l'Stavkirke de Fantoft (església de fusta de Fantoft) i la Residència d'Estudiants de Fantoft.